# Оркестр Янки Козир
Оркестр Янки Козир, або ОЯК — київський гурт, що робить театралізоване арт-готік-фолк-класик-рок-шоу.
Веде свою історію від 2001 року.

## Історія
На початку свого існування перемогли на Всеукраїнському фестивалі «Перлини сезону-2001» (Запоріжжя-Київ) у жанрі рок-музики. На фестивалі «Нівроку-2001» (Тернопіль) стали його окрасою. Виступали у заключний день фестивалю розвинутої української молодїжної музики «М-Місія-2002» (Київ). Пізніше, учасники традиційного травневого мистецького фестивалю в м. Люблін (Польща) 2003 р. 
Виступали на інтернаціональному гала концерті, присвяченому вступу Польщі до Євросоюзу, м. Кеншен (Польща) 2004 р. Як завши найкращі стали володарами Гран-Прі всеукраїнського рок-фестивалю «Тарас Бульба» (Дубно) 2004 р. 
ОЯК — переможці всеукраїнського фестивалю «Велика рок-н-рольна битва» (Київ) 2004 р. Найголовнішою була участь у світовому фіналі рок-музики «The Global Battle Of The Bands» м. Лондон (Англія) 2004 р. 
Пізніше, стали володарами титулу «Найкращий новий гурт України 2004 р.» З кожним роком ОЯК просувається (і тільки вперед). Були гостями та учасниками численних вітчизняних та зарубіжних фестивалів 2005 р.: «Мазепа-Фест» (Полтава), «Сила України» (Запоріжжя), «Шешори» (Карпати), «Тарас Бульба» (Дубно), «Діти Ночі» (Київ), «Володимир» (Володимир-Волинський), «Рок-Екзистенція» (Київ) тощо.

## Склад
- Яна Козира - піснярка, швачка
- Сергій Радзецький - бек-вокал, бас-гітара
- Олександр Сізоненко - електро-гітара
- Світлана Дідух - бек-вокал, клавішні
- Наташа Андрійченко - бек-вокал
- Ростислав Ягодка - барабани, перкусія
- Микола Нежура - перкусія, барабани
- Олександр Литовка - продюсер, поет

## Дискографія
- Шляхи (2006)
- Мати (2007)